# Donji Banjani
Donji Banjani (cyr. Доњи Бањани) – wieś w Serbii, w okręgu kolubarskim, w gminie Ljig. W 2011 roku liczyła 177 mieszkańców.